# 新疆生产建设兵团第五师八十七团
新疆生产建设兵团第五师八十七团是中华人民共和国新疆生产建设兵团第五师下辖的一个团。

## 行政区划
新疆生产建设兵团第五师八十七团下辖以下单位：
团部、二连、三连、四连、五连、六连、七连和八连。